# Non sparate agli aquiloni
Non sparate agli aquiloni (Uçurtmayi Vurmasinlar) è un film del 1989 diretto da Tunç Basaran.